# Kalbak-Tash
 (signalé en juillet 2025).
Si vous disposez d'ouvrages ou d'articles de référence ou si vous connaissez des sites web de qualité traitant du thème abordé ici, merci de compléter l'article en donnant les références utiles à sa vérifiabilité et en les liant à la section « Notes et références ».
- Archive Wikiwix
- Bing
- Cairn
- DuckDuckGo
- E. Universalis
- Gallica
- Google
- G. Books
- G. News
- G. Scholar
- Persée
- Qwant
- (zh) Baidu
- (ru) Yandex
- (wd) trouver des œuvres sur Wikidata

Kalbak-Tash (russe : Калбак-Таш) ou Tyalbak-Tash (russe : Тялбак-Таш) est un site archéologique de l'Altaï comportant des pétroglyphes turcs de l'alphabet de Talas, une variante de l'Alphabet de l'Ienisseï, proche de l'alphabet de l'Orkhon utilisé par les peuples turcs d'Asie centrale. Il est situé à Tchouïozy dans le raïon d'Ongoudaï (russe : Онгудайский район), dans la république de l'Altaï, en fédération de Russie.
Ces rochers comportent également des dessins d'animaux (rennes, humains, etc.) sculptés dans la pierre.

## Galerie

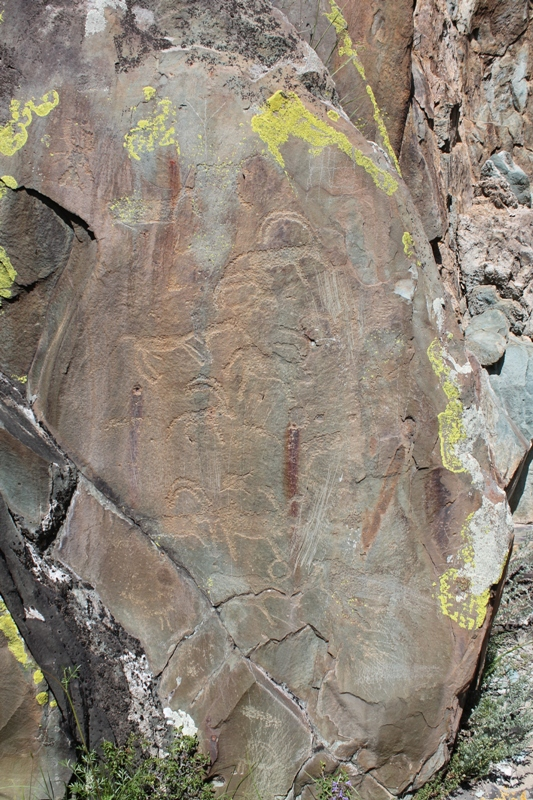
Rennes et humains
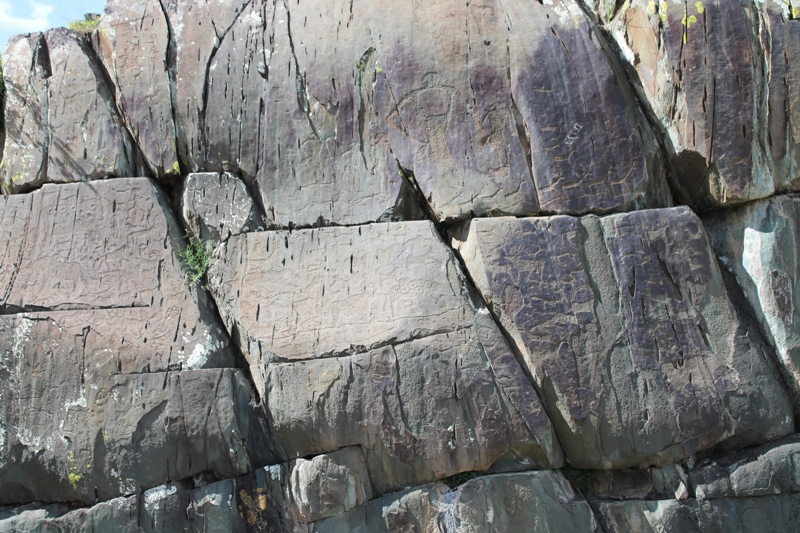
pétroglyphes
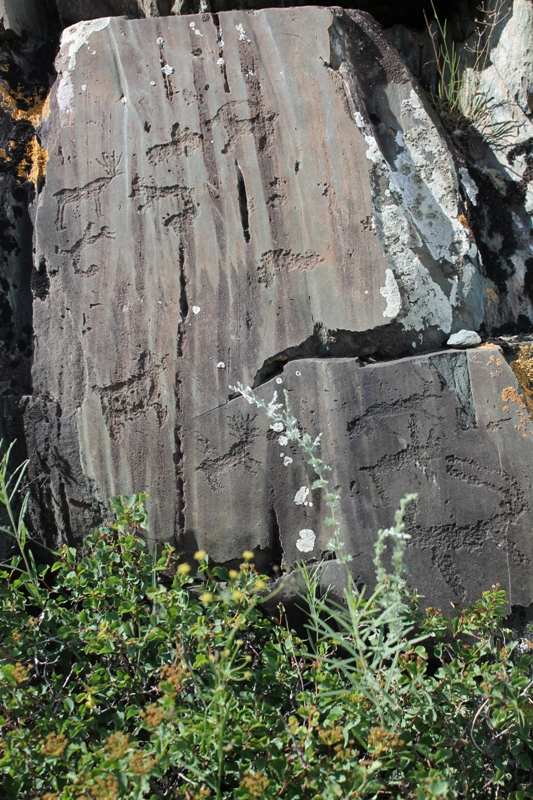
Rennes
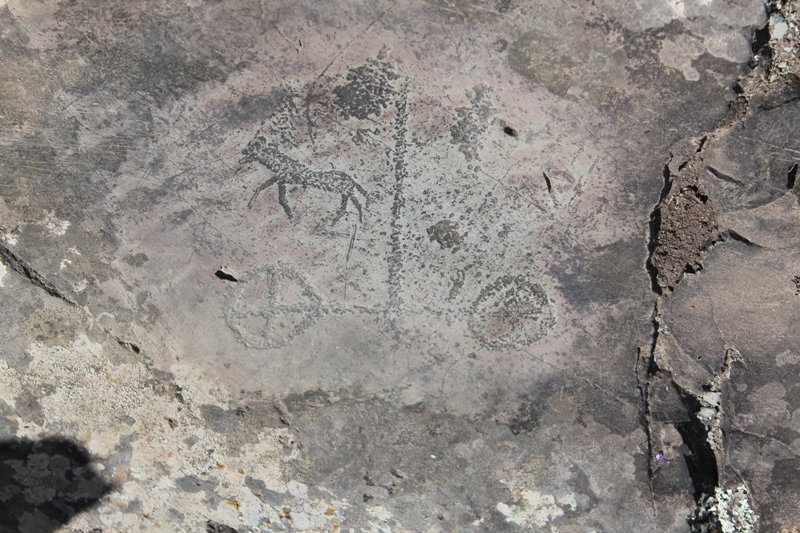
symbole chamanique (Tengrisme)
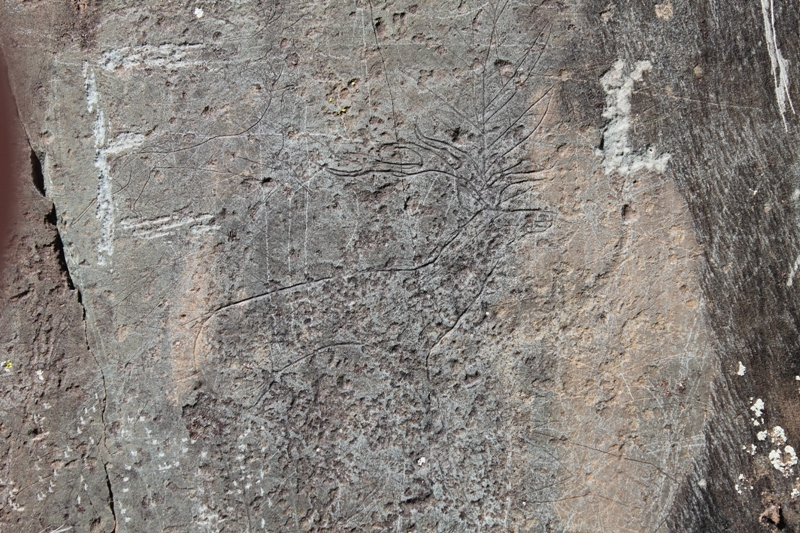
animal galopant